# Сабор гајдаша балканских земаља
Сабор гајдаша балканских земаља у Сврљигу је смотра народног стваралаштва и извођачких достигнућа гајдаша из Србије и суседних земаља, ревијално-такмичарског карактера. Чувар је народне културе и традиционалних вредности нашег краја и народа, која се организује од 2006. године.
Манифестација је посвећена музичарима гајдашима, као ретка прилика да се сретну и промовишу ову врсту музике и овај инструмент  младима који се на оваквим смотрама упознају са традицијом свога народа и националним инструментом, као и становништву овог дела Србије који посећује ову манифестацију.
Циљ сабора је сачувати од заборава овај стари музички инструмент и свирање на гајдама, сачувати изворни мелос, неговати културно наслеђе и специфичности српског народа. На Сабору учествују и гајдаши из суседних земаља (Бугарска, Македонија, Хрватска, Грчка). Осим гајдаша, у прaтећем и ревијалном делу програма учествују и други изворни инструменти, као и фолклорни ансамбли.
У сврљишком крају гајде су биле у употреби већ у претпрошлом веку. Почетком седамдесетих година 20. века живели су многи активни свирачи и најчешће поседовали гајде наслеђене од рођака. Специфичност сврљишких гајди је у томе што су оне трогласне. Гајданица се углавља у главник, а на горњем крају има два писка од зове. Дугачка мелодијска свирала, прдаљка састоји се из три цеви увучене једна у другу и додатном чашком од дрвета или тикве на доњем крају. У горњи крај прдаљке утакнут је један већи писак, такође од зове.